# L0phtCrack
L0phtCrack es una herramienta de auditoría y recuperación de contraseñas (ahora llamada LC5), originalmente producida por Mudge de L0pht Heavy Industries. Es usada para verificar la debilidad de las contraseñas y algunas veces para recuperar las que se han olvidado o perdido en sistemas Microsoft Windows. Esta herramienta utiliza para obtener contraseñas olvidadas ataques por diccionario, ataques por fuerza bruta o una combinación de los dos anteriores (ataques híbridos).
La herramienta fue producida por @stake después de que L0pht se fusionara con @stake en el 2000. @stake fue adquirida por Symantec en 2004. Symantec ha dejado de vender desde entonces esta herramienta citando a las regulaciones de exportación del gobierno de los Estados Unidos y se dejó de dar soporte a finales de 2006. LC5 puede ser aún descargada desde SecTools.Org y desde otros sitios no oficiales.
En enero del 2009, L0phtCrack fue comprada por los creadores originales Zatko, Wysopal y Rioux a Symantec. L0phtCrack 6 fue anunciado el 11 de marzo de 2009 en la Conferencia SOURCE en Boston. L0phtCrack 6 soporta plataformas de Widows de 64-bit así como "Rainbow Tables" actualizadas. L0phtCrack 7 fue lanzado el 30 de agosto de 2016, siete años después de su anterior versión. L0phtCrack 7 soporta crackeo por GPU, incrementando su potencia más de 500 veces respecto a las versiones anteriores.
- Datos: Q940502